# دينار إسلامي
الدينار الإسلامي الذهبي هي عملة معدنية مصكوكة من الذهب. في فجر الإسلام، كان المسلمون يتداولون دنانير يصكّها الروم البيزنطيون، وأول دينار إسلامي صُكّ بأمر من عبد الملك بن مروان في عصر الدولة الاموية، واستمر يُصك من قبل كل خليفة او سلطان حتى انتهى مع انتهاء الدولة العثمانية عام 1918.

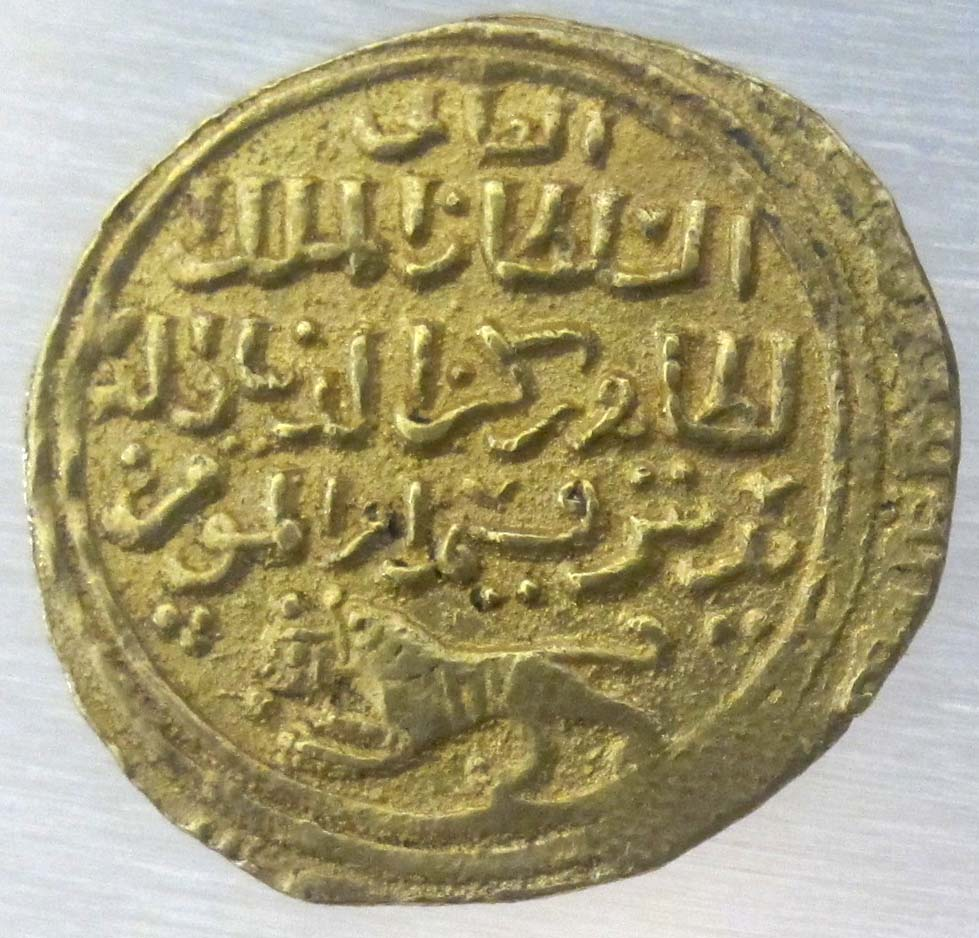
دينار إسلامي ذهبي يعود إلى دولة المماليك وبالتحديد عهد بيبرس.

كانت تصك بوزن 4,25 غرام، وتحسب قيمة الدينار الإسلامي بالنسبة للأونصة الذهبية عيار 24 بالمعادلة التالية:
{\displaystyle 4.25\mathrm {\ g} \times {\frac {22\mathrm {k} }{24\mathrm {k} }}\times {\frac {32.15\mathrm {\ oz} }{1000\mathrm {\ g} }}={\frac {1}{7.98}}}
أي أن كل 7,98 دينار إسلامي = 1 أونصة ذهبية.
1 دينار إسلامي = 1/7.98 أونصة ذهبية.

## الدينار الإسلامي في العصر الحديث
الدينار الإسلامي وحدة حسابية يصدرها البنك الإسلامي للتنمية، وبها قُوِّم رأسماله. ويعادل الدينار الإسلامي وحدة من وحدات حقوق السحب الخاصة، وتتعامل بالدينار الإسلامي البنوك المركزية والمؤسسات المالية.[بحاجة لمصدر]
الكثير من رجال الدين في العالم الإسلامي ينادون بعودة الدينار الإسلامي والدرهم الإسلامي والفلس الإسلامي ويعتبرونه النّظام النقدي الوحيد الذي يحمي الإنسان من الظّلم والاستبداد المالي، في حين ينتقدون النظام النقدي العالمي القائم على العملة الورقية لأسباب عديدة:
1. العملة الورقية معرّضة للتضخّم المالي، أي فقدان النقود لقدرتها الشرائيّة، وهذا يُفقد قيمة المدّخرات ويحوّل الثروة ممن يملكون النقد إلى من يملكون أراض وعقارات وأملاكا ملموسة، والفقراء أكثر المتضررين من هذا النظام.
2. العملة الورقية تمكّن البعض من خلق الثروة من عدم عن طريق طباعة الأوراق الماليّة وهذا يتعارض مع الإسلام الذي جعل الأرزاق بيد الله ومنع الاحتكار.

وقد طرح رئيس الوزراء الماليزي مهاتير محمد عام 1997، كبديل للدولار الأمريكي ووسيلة تبادل مالي في المعاملات التجارية الدولية بين الدول الإسلامية. الفكرة لم تنجح بسبب الضغوط الدولية لثنيه عن الفكرة، ولكن الناس الذي يشترون دنانير ذهبية ويتبادلونها فيما بينهم في تنام كبير، خاصّة في ماليزيا وأندونيسيا.